# مهندسی بافت استخوان
از گذشته تا کنون یکی از مهم ترین مشکلات بشریت چالش آسیب های استخوانی و روبرو شدن با آن بوده است.در این مقاله سیر تکاملی روش های درمان شکستگی و مهندسی بافت آن که در آینده‌ای نه چندان دور مورد استفاده قرار خواهد گرفت بررسی میشود.
استخوانهای بدن بعد از شکستگی های خفیف،خودشان توانایی بهبود خود را دارند.طی فرایندی به نام bone healing استخوان شکسته،ساختار خود را بازسازی میکند و تقریبا به حالت اول باز میگردد.این فزایند چهار مرحله دارد که به ترتیب شامل:تشکیل توده‌ی خونی در محل شکستگی(هماتوم) ،ایجاد غضروف در محل(chondrogenesis)،ایجاد کالوس نرم و سپس سخت و در انتها فرایند ریمدلینگ که منجر به بافت استخوان تیغه‌ای خواهد شد.
هر مهندسی بافتی از سه قسمت اصلی ساخته شده:    ۱-سلول ۲-ملکول‌های سیگنالینگ ۳-داربست  که باید در کنار یکدیگر قرار گرفته و بافت مورد مظر را بسازند